# ماعز دمشقي

## النشأة والموطن
نشأت الماعز الدمشقي في بلاد الشام وتعرف باسم الماعز الدمشقي، والشامي، والقبرصي. وتربى في سوريا ولبنان وقبرص بكميات وافرة لإنتاج اللبن واللحم.

## الصفات الشكلية
كبيرة الحجم كثيفة الشعر، ولونها غالباً بني غامق، كما أن بعض أفرادها ذات لون رصاصي أو أبيض، ووجهها ذو أنف روماني، وأذنها طويلة مدلاه علي جَانبي الوجه، والجسم طويل بشكل ملحوظ، وتمتاز الإناث بضرع ضخم، أما الذكور (التيوس) فهي ذات شكل نشيط ورغبة جنسية عالية، إلا أنها موسمية في نشاطها التناسلي.
المعز التي توجد في قبرص كبيرة الحجم متوسط وزن الأنثى 50 - 60 كجم، وتصل التيوس 60 - 90 كجم، وتلد الأنثى 1.7 - 1.8 جدي في الموسم، وزن المولود 3 كجم، وعند عمر 6 شهور يصل 17.5 كجم، تبلغ العنزة جنسياً مبكراً عند 10 شهور، ويبلغ إنتاج الأنثى 355 كجم لبن ويصل إنتاج بعض الأفراد 450كجم في الموسم، وطول موسم الحليب 200 - 210 يوم، وهي موسمية التناسل، وتتناسل الإناث والذكور معظم العام، والتيوس ذات رغبة جنسية عالية معظم العام، إلا أنه يتوقف نشاطها التناسلي في بعض أوقات العام خاصة في شهور الصيف.